# Matricová izolace

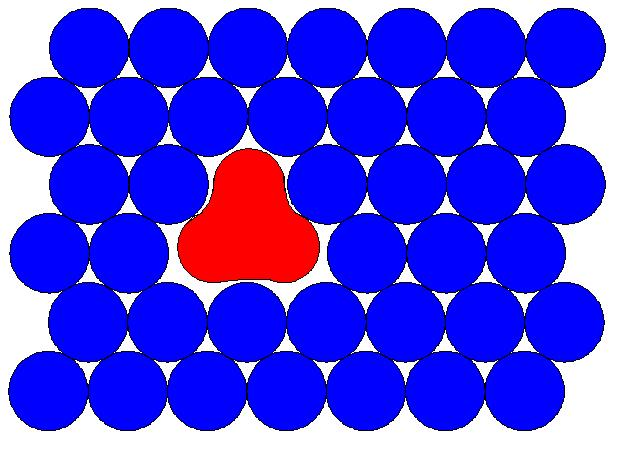
Znázornění hostovské částice (červená) izolované v pevné matrici (modrá).

Matricová izolace je experimentální technika využívaná v chemii a fyzice. Slouží k izolaci a charakterizaci nestabilních sloučenin v nereaktivní matrici. Matrici tvoří kontinuální pevná fáze ve které jsou zachyceny hostovské částice (atomy, molekuly nebo ionty). Původně byl pojem matricová izolace používán pro izolování reaktivních látek v inertní matrici, často polymerech nebo pryskyřicích, v současnosti se ale nejčastěji využívají plyny za teplot nižších než je jejich teplota tání. Typický experiment probíhá tak, že se studovaná látka nebo reakční směs smísí s inertním plynem a směs je poté deponována na okénko chlazené na teplotu nižší než je teplota tání matrice. Vzorek lze poté studovat pomocí různých spektroskopických technik.

## Historie
Matricová izolace byla vyvinuta v první polovině 20. století fotochemiky a fyziky, kteří zamražovali vzorky ve zkapalněných plynech. První experimenty byly zaměřeny na izolaci látek v průhledných, nízkoteplotních sklech, jako např. EPA (směs ether/isopentan/ethanol v poměru 5.5:2). Metody moderní matricové izolace byly vyvíjeny během 50. let 20. století, významný podíl na tom měl George C. Pimentel. Jako první použil výše-vroucí inertní plyny jako xenon a dusík, proto je často označován za „otce matricové izolace“.

## Experimentální uspořádání

Aparatura pro transmisní měření

Vzorek je zpravidla deponován na průhledné okénko, které je chlazeno stlačeným heliem nebo jiným chladivem. Experimenty jsou prováděny ve vysokém vakuu, aby se zabránilo kontaminaci okénka kondenzací nežádoucích plynů. Nízká teplota je vyžadována z důvodu vyšší rigidity a lepších vlastností materiálu matrice. Vzácné plyny, jako například argon, se využívají díky jejich nízké reaktivitě, i jejich průhlednosti v pevném stavu. Jednoatomární plyny mají poměrně jednoduchou plošně centrovanou krystalovou strukturu, což usnadňuje interpretaci získaných dat. V některých případech se využívají reaktivnější plyny, jako například methan, vodík nebo amoniak, pak je možné studovat reakce matrice s hostovskými molekulami.
Pomocí těchto technik lze spektroskopicky pozorovat a charakterizovat velmi reaktivní částice, s krátkým poločasem rozpadu, jako jsou radikály a reakční meziprodukty. Například v matrici z pevného kryptonu lze připravit a zkoumat anion F -
3 . Reaktivní látku je možné připravit mimo aparaturu a poté ji kondenzovat uvnitř matrice, příp. je možné vhodný prekurzor rozložit působením záření nebo tepla, příp. nechat reagovat dvě výchozí látky v prostředí rostoucího povrchu matrice. Pro depozici dvou látek je nutné přesně kontrolovat čas a teplotu reakce.